# Aureliano Negrín
Aureliano Negrín Sanginés, (Lanzarote, 14 de mayo de 1970), conocido como Nano Negrín, es un regatista profesional de vela español del Real Club Náutico de Arrecife.
Estudió técnico superior de transporte marítimo y pesquero (capitán de pesca), protésico dental y es entrenador nacional de la Real Federación Española de Vela. 
Comenzó a navegar en la clase Optimist cuando tenía 8 años, pero una enfermedad le apartó de la navegación hasta los 18, cuando comenzó a cosechar éxitos deportivos importantes en la clase snipe, en la que ganó el campeonato de Europa en 1998, ha sido cinco veces campeón de España, en los años 1998, 1999, 2001, 2002 y 2004, y en 1999 quedó en cuarta posición en el campeonato del mundo. También ganó cuatro veces la Copa de España, en 1997, 1998, 1999 y 2000.
Tras pasar a la clase crucero, se incorporó al equipo de la Copa América que presentó la Real Federación Española de Vela con el nombre de Desafío Español 2007 en la 32.ª edición como trimmer de mayor. Ganó el Campeonato Mundial de Swan 45 en 2017 y 2018, a bordo del "Porrón IX"; y el Campeonato Mundial de la clase Maxi Swan en 2018, con el Swan 80 "Plis Play".